# Nepenthes ampullaria
A Nepenthes ampullaria neve a latin ampulla szóból ered, melynek jelentése flaskához hasonló hólyag, ampulla (kétdekás ampulla ). Jellegzetes morfológiájú, könnyen felismerhető, változatos, széles körben elterjedt fajról van szó. Előfordul Borneó, Szumátra, Thaiföld, Malajzia, Szingapúr, Új-Guinea, és Malaku szigetein. Élőhelye nyirkos, árnyékos erdő, amely tengerszinttől akár 2000 m-ig terjedhet. Természetes lelőhelyei a borneói kerangas erdők, ingoványos tőzegmocsár erdők, tőzegmohalápok, mintegy 1000 méterig. Szumátrán és a Malajziai félszigeten megtalálható egészen 1100 méterig, a laposabb tőzegmocsár erdőkben, harasztos-hangás nyílt mocsarakban, rizsföldeken. Új-Guineában főleg aracuaria erdőkben és mocsaras, füves-zsurlós réteken találhatóak meg.
A kerangasi erdők főként Borneó nyugati részén található trópusi köderdők. Előfordulnak még Malajzia és Indonézia egyes területein. Kerangas szó jelentése iban nyelven „föld amelyen nem lehet rizst termeszteni”. Ezek az erdők olyan savas kémhatású, homokos területeken alakulnak ki, amelyeknek alapkőzete magas kovasav tartalmú, szilikátos kőzet, pl. homokkő.
A kerangasi erdőkre jellemző a közel állandó magas páratartalom, ami miatt az alapkövet mállása is rendkívül gyors. Így tápanyagokban, főleg nitrogénforrásban igen szegény, homokos (mállott homokkő) talajt találunk. A lehulló csapadék szinte azonnal beszivárog a talajba (emiatt és a rendkívül savas talaj miatt sem lehet rizst termeszteni).
Egy újabb teória szerint – mivel ezen erdők kialakulása erősen savas talajokhoz kötöttek, amelyek mérgezőek az idegen fajú növények számára –, az endemikus fajok erősen uralkodóak és az esetlegesen megtelepülni próbálkozó egyéb növények, társulások asszimilálódása igencsak kétséges. Az erdők textúrái, színei, növényzete és szerkezete erősen különbözik a környező borneói mélyföldek esőerdőitől (ahol többnyire a foszfor hiányos állapot a jellemző). Az állandó ködnek köszönhetően a talajt többnyire vastag moha és mocsári aljnövényzet borítja.
Az ampullaria egyedülálló korsómorfológiája és szokatlan növekedése miatt nehezen téveszthető össze bármilyen más nemzetség egyedével. Világosbarna szára akár 15 m-re is felkapaszkodhat. Világoszöld 6 cm széles levele maximum 25 cm-re nő meg. Kancsói a levelek végén lévő, max. 15 cm hosszú indából (kacsból) növekszenek. A maximum 6 cm átmérőjű kancsók magassága ritkán haladja meg a 10 cm-t. A telepből kiemelkedő száron nagyon ritkán képződnek „felső” kancsók, amelyek többnyire sokkal kisebbek, mint a sarjak vagy a telep kancsói. A kancsók alapszíne a tiszta zöldtől a sötétvörösig, sötétbarnáig változhat, esetleg piros, barna foltokkal tarkított.
Szumátrai és malajziai példányok többnyire zöldek, vagy zöld alapon sötétpiros foltokkal tarkítottak. Míg a vörös alakok többnyire Borneón fordulnak elő. Az Új-Guineai példányok nagyobb kancsókkal rendelkeznek, míg a kisebb kancsók inkább Malajzián fordulnak elő.
A talajszinten sűrű telepeket alkotó kancsók kisméretű tökfedője (fedő levele) többnyire hátrahajlik, utat engedve a magasból aláhulló kisebb törmelékeknek, guanónak, bogaraknak. Így a növényt nevezhetjük semi-detritivore-nak is, azaz részben törmelékgyűjtőnek (lásd a ganajtúró bogarat). Evolúció során az ampulláriákban kialakult néhány különleges módszer a levélszemét csapdázására:
Ez az egyetlen faj a nemzetségben, amelynek hiányoznak a „lunate-cellák” a kancsókból. (Ezek olyan módosult, gázcsere nyílás méretét szabályozó sejtek), amelyek viaszos anyag termelésével elősegítik a zsákmány szándékos megcsúszását.
A nektármirigyek – amik zsákmány csalogatásban fontos szerepet játszanak – nagyon ritkák és néhány esetben teljesen hiányoznak a korsófedélből.
A perisztoma viasztermelő (mellék) mirigyei más fajokhoz viszonyítva erősen redukálódtak.
A talajszinten lévő kancsókban a viasztermelő mirigyek alig terjednek a perisztoma alá, így a viasz zóna igen kicsi vagy hiányzik. (A viaszzóna lényege, hogy a csapdába esett zsákmány visszacsússzon a kancsóba)
Az ampullaria sarjainak és altalajban terjedő indáinak felépítése szokatlan, a nemzetség többi tagjára nem jellemző. Így tud a növény szőnyegszerű telepet alkotni, miáltal nagyobb területről képes összegyűjteni az aláhulló levélszemetet, törmeléket.
Az ampullaria kancsói viszonylag hosszú életűek, lassú tápanyag felhalmozódásra vannak berendezkedve.
A kancsóban élő szervezetek (infauna), mint pl. a szúnyoglárvák, baktériumok stb. hozzájárulnak a behulló levélszemét lebontásához, ezáltal segítve a nitrogénformák (nitrát, ammónium ionok) felvételét.
A kancsókban található szerves nitrogén, 15N (nitrogén 15-ös izotópja) izotóppal végzett vizsgálatai kimutatták, hogy a zárt erdőkben élő ampulláriákban a 15N aránya nagyságrenddel alacsonyabb volt, mint a nyílt területeken lévő társaiké. Ebből következik, hogy az össznitrogén mennyisége magasabb a nyílt területeken előforduló ampulláriáknál, akik minimális törmeléket kapnak. Számszerűen: az ampulláriák a zárt lombkoronából (levélszemétből) származó szerves nitrogén mintegy 35%-t hasznosítják.
Tartása: Az átlagnál melegebb mélyföldi tartást igényel. A magasabb hőmérsékletet kedveli, bár elvisel egy pár fokos lehűlést. Optimális tartása 25-34 °C-on, magas 80-90%-os relatív páratartalom mellett. Az alacsony páratartalmat rosszul tolerálja. A gyors és egészséges növekedésének titka a nagy páratartalom és a magasabb hőmérséklet biztosítása. Élőhelyéből adódóan árnyékos-félárnyékos helyeket kedveli, a közvetlen napfénytől takarással óvni kell.
Ültetőközegként használhatunk jóféle hansági tőzeget némi tőzegmohával és perlittel vegyítve, vagy tiszta tőzegmohát, amelyet mindig tartsunk nedvesen. Nagyon nedvesen. Fontos, hogy ültetőközege jól szellőző, laza szerkezetű legyen. Egészséges növekedés esetén az anyanövényről terjeszkedő indák, kacsok mentén sorban alakulnak ki a rozetták, sok-sok kancsó-telepet létrehozva (mintha szőlőfürtök lennének), amelyekből idővel, újabb telepalkotó szárak nőnek ki. A rozetták közötti üres tereket idővel nagyobb méretű kancsók töltik ki, szabályos szőnyeg formációt alkotva.
Szaporításuk a szokásos módon történik. Legegyszerűbb a 3-4 leveles csúcshajtás dugványozása. A lemetszett hajtáson legalább 4 „csomópont” legyen. Másik jól használható megoldás a föld alatt (felszínen) kúszó indákon keletkező rozetta leválasztása az anyatelepről. Idővel az új telep, amely még nem rendelkezik kancsókkal, meg fog gyökerezni. A magas páratartalom és a nagyobb, közel állandó hőmérséklet szintén elengedhetetlen a gyökérzet sikeres megeredéséhez.
Virágot a felfelé törő, kancsókat csak rendkívül ritka esetben növesztő (ekkor sokkal kisebb méretű csapdák alakulnak ki) szárak hoznak akkor, amikor elérik a felettük elterülő lombkoronát, bozótponyvát. Ez akár 10–15 m magasban is lehet. A lehulló magok egy része a kancsókba visszaesik. A fellelt irodalom egyike sem említi meg az öreg kancsókban megjelenő életképes magoncokat, de ez nem jelenti azt, hogy nem is fordulhat elő.
Etetésük, táplálásuk. Több fórumon parázs viták alakultak ki a növény életmódjával kapcsolatba hozható táplálásuk körül. Alapjába véve az ampulláriák nem igazi rovarcsapdázó növények, inkább levélszemét gyűjtögető (detritivore, másodlagos bakteriális lebontást is alkalmazó), szimbióta vagy abióta infaunával rendelkező kancsókkal bírnak. A kancsókban élő szúnyoglárvák, bogarak által lebontott táplálék és az általuk termelt guanó is fontos szerepet játszik. Az ampullaria kancsói lassú gyűjtésre vannak berendezve és igen hosszú életűek.
Változatok:

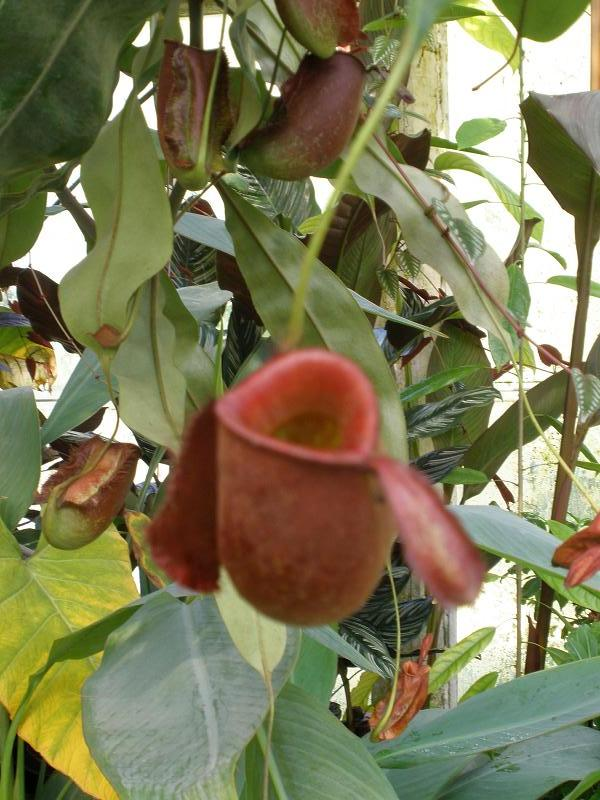
Nepenthes ampullaria a Kewban

- N. ampullaria var. F red Moon [zöld perisztoma, piors kancsó zöld pöttyökkel]
- N. ampullaria var. geelvinkiana Becc. (1886)
- N. ampullaria var. green [zöld kancsó, zöld perisztoma]
- N. ampullaria var. guttata D.Moore (1872)
- N. ampullaria var. Hot lips [zöld kancsó, piros perisztoma]
- N. ampullaria var. Tricolor [piros kancsó, piros perisztoma, zöld és lilás foltok]
- N. ampullaria var. longicarpa Becc. (1886)
- N. ampullaria var. microsepala Macfarl. (1911)
- N. ampullaria var. papuana Becc. in sched. nom.nud.
- N. ampullaria var. picta Hort. ex Nichols. (1885)
- N. ampullaria var. racemosa J.H.Adam & Wilcock (1990)
- N. ampullaria var. vittata Hort. ex G.Beck (1895)
- N. ampullaria var. vittata-major Mast. (1872) [piros pöttyös zöld kancsó, zöld perisztoma]
- N. ampullaria var. typica /Jack (1835)
- N. ampullaria var. cv.Cantley’s Red /G & G (1992) [zöld perisztoma, piors kancsó, zöld foltok a piros háttérben]
- N. ampullaria var. green /G & G (1992)
- N. ampullaria var. spotted /G & G (1992)
- N. ampullaria var. straits-spotted, red peristome /G & G (1992) [piros pöttyös zöld kancsó, piros perisztoma]
- N. ampullaria var. Sumatra spotted /G & G (1992)

Természetes hibridek:
- N. albomarginata × N. ampullaria
- N. ampullaria × N. bicalcarata
- ? N. ampullaria × N. eustachya
- N. ampullaria × N. gracilis [=N. × trichocarpa]
- (N. ampullaria × N. gracilis) × N. bicalcarata [=N. × trichocarpa × N. bicalcarata]
- N. ampullaria × N. hirsuta
- N. ampullaria × N. mirabilis [=N. × kuchingensis, Nepenthes cutinensis]
- N. ampullaria × N. neoguineensis
- N. ampullaria × N. rafflesiana [=N. × hookeriana]
- ? (N. ampullaria × N. rafflesiana) × N. mirabilis [=N. × hookeriana × N. mirabilis]
- N. ampullaria × N. reinwardtiana
- N. ampullaria × N. tobaica